# 伦普齐希
伦普齐希（德語：Lumpzig，發音：[ˈlʊmptsɪç]）是德国图林根州阿尔滕堡地区县曾经的一个市镇，面积10.74平方千米，2017年12月31日人口为493人。2019年1月1日，伦普齐希与另外4个市镇并入市镇施默尔恩。